# Leo Sayer
Gerard Hugh Sayer (Shoreham-by-Sea, Sussex, Inglaterra; 21 de mayo de 1948), más conocido artísticamente como Leo Sayer es un cantautor y músico inglés-australiano de soft rock y disco. Entre sus composiciones más reconocidas destacan "You Make Me Feel Like Dancing", las baladas "When I Need You" y la versión de Bobby Vee "More Than I Can Say".

## Discografía
- Silverbird (1973)
- Just a Boy (1974)
- Another Year (1975)
- Endless Flight (1976)
- Thunder in My Heart (1977)
- Leo Sayer (1978)
- The Very Best of Leo Sayer (1979)
- Here (1979)
- Living in a Fantasy (1980)
- A Night To Remember (Live at Earl's Court) (1981)
- World Radio (1981)
- Have You Ever Been in Love (1983)
- Cool Touch (1990)
- All the Best (1993)
- The Definitive Hits Collection (1999)